# Slavske
Slavske (ukrainien : Славське) est une commune urbaine de l'oblast de Lviv, en Ukraine. Elle compte 3 557 habitants en 2021.
La ville accueille la station de sports d'hiver de Slavsko.